# 서부산유통지구역
서부산유통지구(금호마을·에어부산)역(Seobusan Yutongjigu (Geumhomaeul, Air Busan) station, 西釜山流通地區(錦湖마을·에어釜山)驛)은 부산광역시 강서구 대저동에 있는 부산-김해 경전철의 역이다.

## 특징
이 역 근처에 금호마을과 에어부산 신사옥이 위치해 있어 병기역명이 금호마을·에어부산이며, 확정 전 역명은 서부산유통단지역이었다. 이 역부터 괘법르네시떼역까지는 낙동강을 건너게 된다.

### 승강장
2면 2선 상대식 승강장으로 운영되며,승강장에는 스크린도어가 설치되어 있다.
| 괘법르네시떼↑ |
| \| 상         |
| ↓공항         |

| 상행 | ● 부산-김해 경전철 | 사상 방면   |
| 하행 | ● 부산-김해 경전철 | 가야대 방면 |

## 역 주변
- 서부산 유통단지
- 부산 T-PLEX
- KB국민은행 서부산 유통단지 지점
- 에어포트 호텔
- 상수도 사업본부 강서사업소
- (주)한국품질연구원
- 에어부산 신사옥

## 승차량 변동
부산김해경전철은 기본적으로 승하차량을 공개하지 않고 있지만 부산광역시에서 실시하는 교통조사 분석용역을 통해서 부산권 역들의 승하차량은 확인 가능하다.
이 역은 개통 당시에는 이용률이 매우 적었으나, 점차 증가하고 있다.
| 노선           | 승차 인원 | 승차 인원 | 승차 인원 | 승차 인원 | 승차 인원 | 주 석 |
| 노선           | 2011년    | 2012년    | 2013년    | 2014년    | 2015년    | 주 석 |
| -------------- | --------- | --------- | --------- | --------- | --------- | ----- |
| 부산김해경전철 | 263       | 528       | 787       |           |           |       |

## 인접한 역
| 부산-김해 경전철         | 부산-김해 경전철   | 부산-김해 경전철   |
| ------------------------ | ------------------ | ------------------ |
| 2 괘법르네시떼 사상 방면 | ● 부산-김해 경전철 | 4 공항 가야대 방면 |